# 17 Batalion Rozpoznawczy
17 Batalion Rozpoznawczy – samodzielny pododdział 16 Dywizji Pancernej. 
Sformowany w 1957 r. Rozformowany w 1961 i przeniesiony na etat kompanii rozpoznawczej. Powtórnie sformowany w 1970. W 1994 przeformowany na 18 Batalion Rozpoznawczy

## Struktura organizacyjna (1975)
dowództwo i sztab
- 1 kompania rozpoznawcza (na BRDM)	
  - 2 plutony rozpoznawcze
  - pluton płetwonurków
- 2 kompania rozpoznawcza (na BWP-1)	
  - 3 plutony rozpoznawcze
- kompania specjalna
  - grupa dowodzenia
  - 5 grup rozpoznawczych
  - grupa płetwonurków
  - grupa łączności
  - instruktor spadochronowy + układacz spadochronów
- kompania rozpoznania radioelektronicznego 
  - grupa analizy informacji
  - pluton rozpoznania systemów radiolokacyjnych
  - pluton rozpoznania radiowego UKF
  - pluton namierzania radiowego UKF
- pluton technicznego rozpoznania pola walki
- pluton łączności
- pluton remontowy
- pluton zaopatrzenia
- pluton medyczny

## Dowódcy batalionu
- mjr Tadeusz Hickiewicz (1957-1959)
- mjr Mieczysław Pakuła (1959-1960)
- mjr Eugeniusz Borkowski (1960-1961)
- ppłk Klemens Curyniak (1970-1971)
- ppłk Edward Przybylski (1971-1972)
- ppłk Jan Stasiejko (1972-1973)
- mjr Ludwik Pawłowski (1973-1974)
- ppłk Stanisław Torba (1974-1975)
- ppłk Józef Dejer (1975-1979)
- mjr Piotr Lemanowicz (1979-1980)
- ppłk Lech Rosiak (1980-1984)
- ppłk Kazimierz Kotoński (1984-1989)
- mjr Wiesław Dulniak (1989-1992)
- mjr Stanisław Skorupski (1992-1993)
- mjr Marian Kozłowski (1993-1994)